# Ordine della Patria (Bielorussia)
L'Ordine della Patria è un'onorificenza bielorussa.

## Storia
L'Ordine è stato fondato il 13 aprile 1995 ed è stato assegnato per la prima volta il 22 ottobre 1996.

## Classi
L'Ordine dispone delle seguenti classi di benemerenza:
- I Classe
- II Classe
- III Classe

| Insegne    | Insegne   | Insegne  | Insegne |
| ---------- | --------- | -------- | ------- |
|            |           |          |         |
| Nastri     |           |          |         |
| III Classe | II Classe | I Classe |         |

## Insegne
- L'insegna raffigura l'emblema dello Stato circondato da foglie di quercia e di alloro ed è argentata per la III Classe, parzialmente dorata per la II Classe e interamente dorata per la I Classe.
- Il nastro è rosso con una fascia verde per la I Classe, due per la II Classe e tre per la III Classe.